# 長江裕明
長江 裕明（ながえ ひろあき、1948年3月17日 - 2009年2月6日〈60歳没〉）は、日本の冒険家。三重県生まれ。愛知県育ち。

## 経歴
1948年、三重県桑名郡長島町で生まれた。幼稚園時代を愛知県瀬戸市で、小学生時代から名古屋で育った。
青山学院大学文学部英米文学科卒業。外務省に入省、3年半で退職 。
1978年4月、コンクリート製外洋ヨットの自力建造に着手した。
1981年7月13日、世界一周に向けて親子3人と乗組員2人で愛知県の常滑港を出航した。25か国、100の港に寄港、約6万kmの航海を経て、1986年4月13日、愛知県の蒲郡港に帰港した。イギリス、アメリカなどで名誉市民賞を受けた。チャールズ3世（当時皇太子）と面識があり、プライベートで招かれた。
1988年、ベスト・ファーザー イエローリボン賞を受賞した。
1989年から1992年にかけて、キャンピングカーで、カナダ、アメリカ、ヨーロッパ、アフリカなどを周った。走行距離は約19万kmになった。
1995年、名古屋市に「キャプテンズダイナー / 地球冒険塾事務局」を開設した。また、名古屋工業大学大学院非常勤講師、テレビ、ラジオ、雑誌のレポーターを務めた。
2000年、心臓弁膜症を発症したが、2002年、生体弁を移植手術して回復した。
2005年、新ヨット「エリカ2号」でミクロネシアを航海した。
2009年2月6日、拡張型心筋症のため死去した。享年60。

## エリカ号（初代）

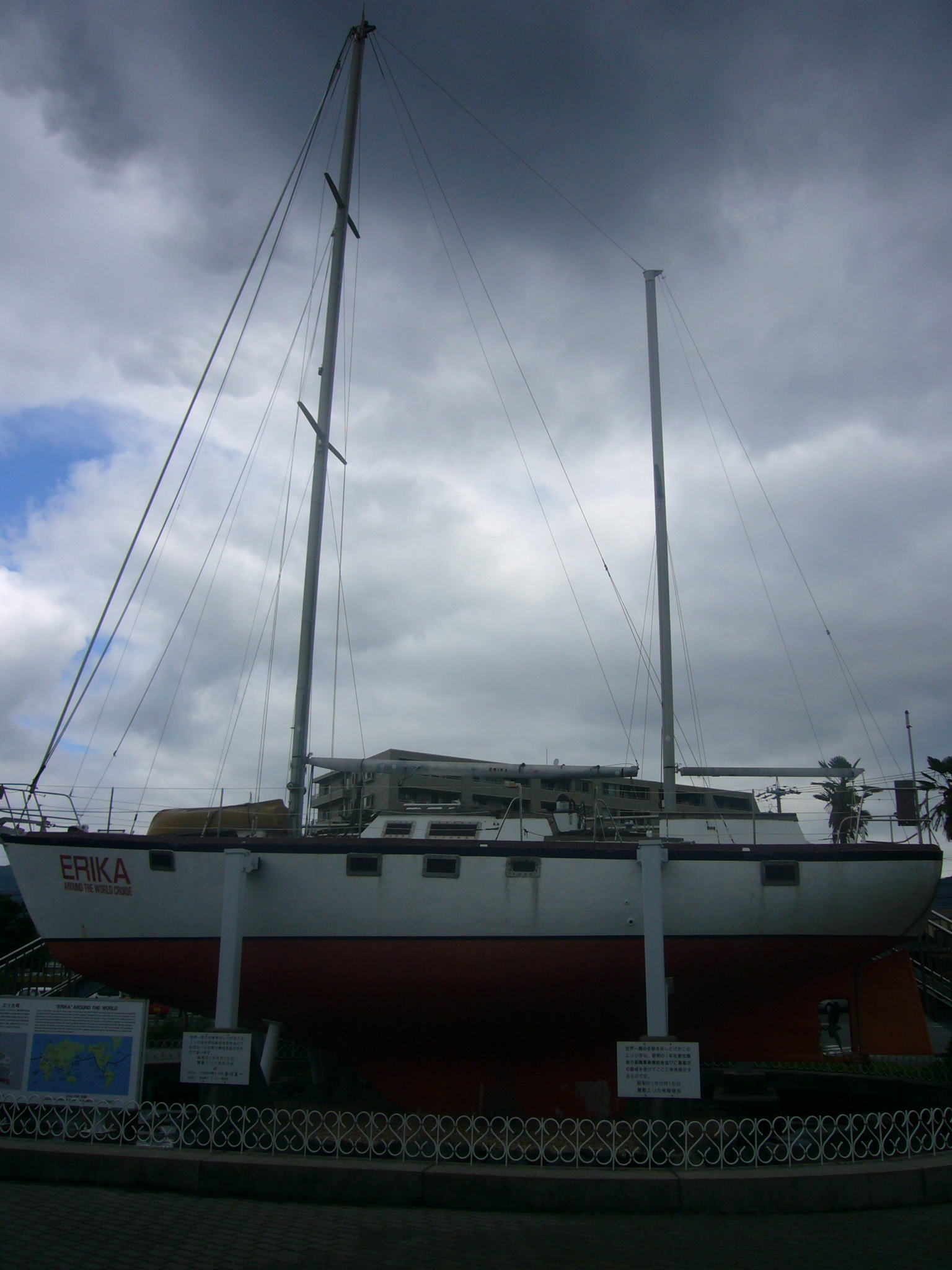
竹島水族館に展示されていたエリカ号

### 主要目
- ケッチ型、全長13.41m（44フィート）、全幅3.81m、喫水2.1m、自量15.5トン、バラスト6トン、マスト高15m（メイン）・9m（ミズン）[15][16][17]。
- 船体 : 鉄骨のフレームに張った金網に、耐アルカリ性グラスファイバー混合セメントを塗布したコンクリート製[18]。
- エンジン : ヤンマー製ディーゼル機関3気筒74馬力[15][19]。
- 進水 : 1980年6月[18]。
- 船名 : 娘の名前「絵梨佳（えりか）」に因む[18]。

### 世界一周後
- 1986年から竹島水族館の敷地内で保管、展示されていた。
- 2011年1月末、老朽化のため取り壊された[20]。竹島水族館の屋内に移設されていたキャビン（船室）も同時に撤去された。

### その他
- 毎年5月に愛知県蒲郡市で開催される、日本最大級のヨットレース「エリカカップ　ヨットレース」は、エリカ号の世界一周航海を記念した大会である。

## 出演番組
- 野遊大全（CBCテレビ）
- 月下暇人（CBCテレビ）

## 著書
- 『地球少女エリカ : 世界一周ヨットのたび』朝日新聞社、1986年6月10日。ISBN 402255519X。

## 関連書籍
- 上月教育財団 編『話し手聞き手 : 地域文化大学4』上月教育財団、1987年。
- 越野民雄/文、長江裕明/写真構成『わたしエリカ号』講談社、1988年6月。ISBN 4062039524。 - 児童書。